# Ampass
Ampass é um município da Áustria, situado no distrito de Innsbruck-Land, no estado do Tirol. Tem 7,96 km² de área e sua população em 2019 foi estimada em 1.835 habitantes.